# Квашов (потік)
Квашов (словац. Kvašov) — річка в Словаччині; ліва притока Ледниці. Протікає в окрузі окрузі Пухов.
Довжина — 10.1 км. Витікає в масиві Білі Карпати на висоті 560 метрів.
Протікає територією сіл Квашов; Горовце і Дулов. Впадає у Ледницю на висоті 243 метри.